# Bedrijfsongeval (boek)
Bedrijfsongeval is een financiële thriller uit 2005 van de Amerikaanse auteur Joseph Finder.

## Het verhaal
Nick Conover is president-directeur van Stratton Corporation, een grote fabrikant van kantoormeubilair met het hoofdkantoor in Fenwick, Michigan. Op last van de eigenaren van de onderneming, de private-equityonderneming Fairfield Equity Partners uit Boston, zijn gedurende een twee jaar durende reorganisatie ruim 5000 personeelsleden afgevloeid. De lokale krant, de Fenwick Free Press, noemt Nick dan ook steevast "de  Beul".
Nick ontvangt een verontrustend telefoonbericht dat er is ingebroken in zijn woning in de gated community Fenwicke Estates. Er blijkt niets gestolen te zijn maar op de muren is een boodschap achtergelaten: "Geen schuilplaats". Zijn kinderen zijn gelukkig ongedeerd maar de hond is met messteken om het leven gebracht.
Van Eddie Rinaldi, hoofd beveiliging van Stratton Corporation, krijgt hij een pistool om zichzelf, zijn familieleden en bezittingen te verdedigen. Op een nacht verschijnt er een indringer op zijn gazon. Uit zelfverdediging schiet Nick de indringer dood. Totaal radeloos belt hij Rinaldi die het lijk dumpt in een achterbuurt van Fenwick.
Dan neemt het bestuur, onder aanvoering van financieel directeur Scott McNally, beslissingen zonder dat de president-directeur hierin wordt gekend. Scott MacNally blijkt een plan te hebben ingediend bij Fairfield Equity Partners om alle Amerikaanse productiefaciliteiten te sluiten en naar China te verplaatsen, het geheel ondersteund met financiële overzichten waaruit blijkt dat de Amerikaanse activiteiten niet langer levensvatbaar zijn.
Nick krijgt een relatie met Cassy Stadler, een vrouw die het uitstekend kan vinden met zijn kinderen, maar zich ontpopt als een psychopaat. Plots verkeren zijn kinderen in groot gevaar. Nick wordt gedwongen om de strijd op twee fronten aan te gaan om zijn gezin en zijn bedrijf van de ondergang te redden.